# NGC 3917A
NGC 3917A (NGC 3931) je eliptična galaktika u zviježđu Velikom medvjedu. Kasnije je utvrđeno da je NGC 3931 ista galaktika.

## Vanjske poveznice
- (eng.) SEDS: NGC 3917
- (eng.) Revidirani Novi opći katalog
- (eng.) Izvangalaktička baza podataka NASA-e i IPAC-a
- (eng.) Astronomska baza podataka SIMBAD
- (eng.) VizieR